# Tornquist (município)
Tornquist é um partido (município) da província de Buenos Aires, na Argentina. Possuía, de acordo com estimativa de 2019, 13.836 habitantes.